# Ніспетіє (станція метро)
41°04′38″ пн. ш. 29°01′25″ сх. д. / 41.0773° пн. ш. 29.0237° сх. д.
Ніспетіє (тур. Nispetiye) — станція лінії М6 Стамбульського метро. Відкрита 19 квітня 2015 року.
Розташована під проспектом Ніспетіє на сході кварталу Левент, Бешикташ, Стамбул.
Конструкція — односклепінна станція глибокого закладення з однією острівною платформою.
Пересадка на муніципальні автобуси № DT1.